# Pampow
Pampow is een gemeente in de Duitse deelstaat Mecklenburg-Voor-Pommeren, en maakt deel uit van het Landkreis Ludwigslust-Parchim.

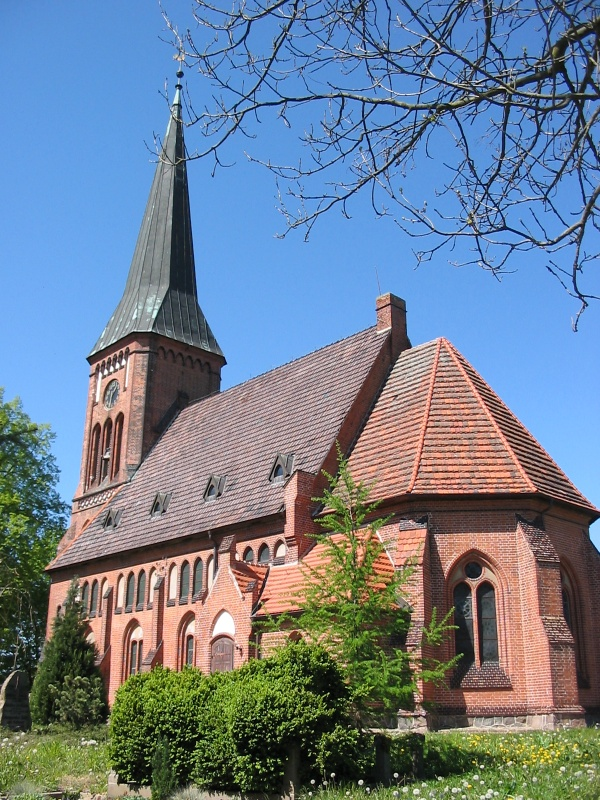
Kerk van Pampow

Pampow telt 3.011 inwoners.